# 101 South
I 101 South sono un gruppo musicale statunitense attivo dal 1999 e autore di tre album in studio.

## Discografia
- 2000 - 101 South
- 2002 - Roll of the Dice
- 2009 - No U-Turn

## Formazione
- Gregory Lynn Hall - voce
- Hans Geiger - batteria
- Chris Julian - basso (Nato il 12 novembre 1957 a Boston, nel Massachusetts, negli Stati Uniti)
- Billy Liesegang - chitarra
- Mike Turner - chitarra (Nato il 5 giugno 1963 a Bradford, nel Regno Unito)
- David Pasillas - chitarra
- Roger Scott Craig - tastiera (* nato in Irlanda)